# De diepte
«De diepte» (укр. «Глибина») — сингл нідерландської співачки Стін ден Голландер, відомої під псевдонімом S10, з яким вона представляла Нідерланди на Пісенному конкурсі Євробачення 2022 у Турині, Італія, після того, як була обрана нідерландським суспільним мовником AVROTROS. «De diepte» посіла друге місце в музичних чартах Нідерландів Dutch Top 40 та Dutch Single Top 100. Вперше з 2010 року країну на Євробаченні представляла пісня, повністю виконана нідерландською мовою. Пізніше пісня увійшла до третього студійного альбому S10, Ik besta voor altijd zolang jij aan mij denkt, випущеного 28 жовтня 2022 року.

## Зміст
Пісня розповідає про найособистіші спогади Стін. За словами співачки «De diepte» — «це данина суму та спогадам, які ви маєте в собі. Кожен переживає важкі часи у своєму житті. Це те, що нас усіх об'єднує, і я сподіваюся, що [люди] почуватимуться менш самотніми, коли слухатимуть пісню».

## Пісенний конкурс Євробачення

### Відбір
24 травня 2021 року, невдовзі після фіналу пісенного конкурсу Євробачення 2021, нідерландська телекомпанія AVROTROS оголосила про участь країни в наступному конкурсі та відкрила можливість подання заявок для зацікавлених виконавців, щоб представити відбірковій комісії до трьох пісень. Кінцевий термін подання був визначений 31 серпня 2021 року. Відбіркова комісія складалася з генерального директора AVROTROS Еріка ван Штаде, ведучого Корнальда Мааса, співака Яна Сміта, ді-джеїв радіо Сандера Лантінги та Коена Свійненберга, а також контент-кріейторки AVROTROS Джойс Хедельманс. Процес відбору здійснювався під керівництвом голови делегації Нідерландів Ларса Лоуренко.
7 грудня 2021 року AVROTROS оголосив S10 представницею Нідерландів на Євробаченні 2022.

### На Євробаченні
25 січня 2022 року було проведено жеребкування, яке розподілило кожну країну в один із двох півфіналів, а також визначило в якій половині шоу вони виступатимуть. Нідерланди потрапили до першого півфіналу, який відбувся 10 травня 2022 року, і виступили в першій половині шоу. Пісня «De diepte» посіла друге місце у півфіналі з 221 балом (142 від журі та 79 від глядачів), що дозволило Нідерландам кваліфікуватися до фіналу Євробачення. У підсумку пісня принесла країні 11 місце у фіналі з 171 балом (129 від журі та 42 від глядачів).

## Чарти

### Тижневі чарти
| Чарт (2022)                    | Пікова позиція |
| ------------------------------ | -------------- |
| Бельгія (Ultratop 50 Flanders) | 4              |
| Греція International (IFPI)    | 60             |
| Ісландія (Plötutíðindi)        | 9              |
| Литва (AGATA)                  | 8              |
| Нідерланди (Single Top 100)    | 1              |
| Нідерланди (Dutch Top 40)      | 1              |
| Швеція (Sverigetopplistan)     | 44             |
| Швеція (Sverigetopplistan)     | 38             |

### Чарти на кінець року
| Чарт (2022)                    | Позиція |
| ------------------------------ | ------- |
| Бельгія (Ultratop 50 Flanders) | 96      |
| Нідерланди (Dutch Top 40)      | 22      |
| Нідерланди (Single Top 100)    | 26      |

## Сертифікація
| Країна        | Сертифікація | Продажі |
| ------------- | ------------ | ------- |
| Бельгія (BEA) | Платина      | 40 000  |